# Himantolophus melanolophus
Himantolophus melanolophus — вид вудильникоподібних риб родини Himantolophidae. Це морський, батипелагічний вид. Поширений на заході Атлантичного океану біля берегів Флориди та у Мексиканській затоці на глибині 360—880 м. Тіло завдовжки до 15 см.